# Vouillé-les-Marais
Vouillé-les-Marais – miejscowość i gmina we Francji, w regionie Kraj Loary, w departamencie Wandea.
Według danych na rok 2010 gminę zamieszkiwało 690 osób, a gęstość zaludnienia wynosiła 75 osób/km².